# جيم كروفورد
جيم كروفورد (1 مايو 1973 بشيكاغو في الولايات المتحدة - ) (بالإنجليزية: Jim Crawford)‏ هو مدرب كرة قدم ولاعب كرة قدم أمريكي في مركز الوسط. شارك مع منتخب جمهورية أيرلندا تحت 21 سنة لكرة القدم. أما مع النوادي، فقد لعب مع دندي يونايتد ونادي بوهيميان ونادي روذرهام يونايتد ونادي ريدنغ ونادي شيلبورن ونيوكاسل يونايتد وSporting Fingal F.C. ‏.

## وصلات خارجية
- جيم كروفورد على موقع قاعدة بيانات كرة القدم.إي يو (الإنجليزية)
- جيم كروفورد على موقع Soccerbase.com (لاعب) (الإنجليزية)
- جيم كروفورد على موقع Soccerway.com (الإنجليزية)
- جيم كروفورد على موقع عالم كرة القدم.نت (الإنجليزية)